# Davide Marra
Davide Marra (Praia a Mare, 12 marzo 1984) è un pallavolista italiano, libero del San Giustino.

## Carriera
La carriera di Davide Marra inizia nella stagione 2003-04 quando entra a far parte dell'InterVolley Foligno con cui disputa il campionato di Serie B2; l'annata successiva è in Serie B1 con il Marsciano. Nella stagione 2005-06 viene ingaggiato dal Città di Castello, sempre in Serie B1, con cui conquista al termine del campionato 2007-08 la promozione in Serie A2, in cui fa il suo esordio da professionista nell'annata successiva.
Nella stagione 2009-10 debutta in Serie A1 con il Loreto; il 21 maggio 2010 fa il suo esordio in nazionale, durante il torneo di qualificazione per il campionato europeo 2011. Nella stagione 2010-11 viene ingaggiato dal Piacenza, con cui in cinque annate vince la Challenge Cup 2012-13 e la Coppa Italia 2013-14.
Nell'annata 2015-16 viene ingaggiato dalla Callipo di Vibo Valentia, in Serie A2, con cui si aggiudica la Coppa Italia di categoria; dalla stagione successiva, per tre stagioni disputa il massimo campionato italiano con la formazione calabrese, ripescata in Superlega.
Nella stagione 2019-20 veste la maglia dell'Emma Villas, in Serie A2, mentre in quella successiva fa ritorno al Città di Castello in Serie B, ricoprendo anche il ruolo di allenatore per le squadre giovanili. Dall'annata 2021-22 difende i colori del San Giustino con il quale conquista la promozione in Serie A3.

## Palmarès

### Club
- Coppa Italia: 1

2013-14
- Coppa Italia di Serie A2: 1

2015-16
- Challenge Cup: 1

2012-13